# Pallavolo al XVI Festival olimpico estivo della gioventù europea
Le competizioni di pallavolo al XVI Festival olimpico estivo della gioventù europea si sono svolte dal 25 al 30 luglio 2022 a Banská Bystrica, in Slovacchia

## Podi
| Evento                         | Oro    | Argento  | Bronzo    |
| Pallavolo maschile (dettagli)  | Italia | Bulgaria | Rep. Ceca |
| Pallavolo femminile (dettagli) | Italia | Turchia  | Polonia   |